# Edén Pastora Gómez
Pour les articles homonymes, voir Gómez.
Edén Atanacio Pastora Gómez (né le 15 novembre 1936 à Ciudad Darío et mort le 16 juin 2020 à Managua), également appelé Cero ou Comandante Cero, est un chef de guérilla nicaraguayen et un homme politique du FSLN (sandiniste). 
Il a combattu lors de la révolution nicaraguayenne en 1978-1979 en tant que chef de guérilla sandiniste et, après sa victoire, a été successivement vice-ministre de l'Intérieur, puis vice-ministre de la Défense. Après avoir rompu avec la direction sandiniste, il a dirigé l'organisation Alianza Revolucionaria Democrática (ARDE), qu'il a fondée, et qui a opéré contre le gouvernement sandiniste dans la zone frontalière du Nicaragua avec le Costa Rica de 1981 à 1986. Il rejoint de nouveau par la suite les sandinistes. 

## Biographie
Son père, Pánfilo Pastora, est assassiné en 1945 par un général somoziste, qui convoite la propriété familiale, et deux autres soldats. Sa mère engage alors des tueurs à gages sur la piste des trois assassins, dont deux sont abattus en quelques mois. Le troisième est tué dix ans plus tard.

### Guerre civile nicaraguayenne
Edén Pastora, qui avait obtenu la nationalité costaricaine en août 1977, prend d'assaut le Palais national de Managua le 22 août 1978 avec 25 autres militants du FSLN. Environ 1 000 personnes sont prises en otages, parmi lesquelles de nombreux parlementaires et hauts fonctionnaires, ainsi qu'un ministre. Parmi ces otages se trouvent également José Somoza Abrego, neveu d'Anastasio Somoza Debayle, ainsi que le cousin du dictateur, Luis Paillais Debayle. Le gouvernement cède aux revendications et procède à la libération de 59 prisonniers politiques, parmi lesquels Daniel Ortega, ainsi qu'au versement d'une rançon de 500 000 $[Quoi ?]. Puis les guérilleros partent au Panama par les airs. À la suite de cette action médiatisée, Pastora reçoit le surnom de « commandant zéro », qu'il s'était lui-même donné lors de la prise d'otages. 
Après la prise de pouvoir des Sandinistes en juillet 1979, Pastora devient vice-ministre de l'Intérieur (sous Tomás Borge), puis vice-ministre de la Défense (sous Humberto Ortega ), et participe à l'organisation de milices populaires sandinistes. Ses désaccords avec Daniel Ortega persistent cependant. En juillet 1981, il démissionne de son poste de vice-ministre de la défense et s'exile volontairement. Par la suite, il voyage beaucoup pour soutenir les mouvements révolutionnaires dans d'autres pays, comme celui de l'ORPA au Guatemala . 
De plus en plus critique vis-à-vis de l'orientation qu'il juge communiste du gouvernement sandiniste, en particulier son alliance avec Cuba et l'Union soviétique, il fonde l'Alianza Revolucionaria Democrática (ARDE) dans la région frontalière couverte de jungle situées entre le Costa Rica et le Nicaragua : une guérilla visant à renverser le gouvernement du FSLN. En 1986, toutefois, l'ARDE se désagrégea à la suite du refus de Pastora de coopérer avec les États-Unis dans le cadre des Contras. 
Le 30 mai 1984, une attaque à la bombe est perpétrée contre Pastora dans le village de La Penca, dans le sud du Nicaragua, lors d'une conférence de presse internationale, qui a tué quatre journalistes et au cours de laquelle deux douzaines de personnes ont été blessées. Les auteurs de cette attaque n'ont jamais été incontestablement identifiés. D'après le journaliste Jacques Decornoy, la décision de l'éliminer fut prise en janvier 1984 par Adolfo Calero et d'autres chefs des Contras. Le journaliste et réalisateur de documentaires suédois Peter Torbiörnsson, qui était présent à la conférence de presse, déclare en 2009 que les services secrets nicaraguayens étaient responsables de l'attaque. Selon lui, il aurait involontairement introduit à la conférence de presse le poseur de bombes, l'Argentin Vital Roberto Gaguine.

### Autres activités politiques
Au milieu du mois de mai 1986, Pastora se retira sur le territoire costaricain avec 150 guérilleros et demanda l'asile politique. Il se retire ensuite dans la vie privée et travaille dans la pêche. Il se réconcilie par ailleurs avec les sandinistes. 
En 1996, la candidature de Pastora n'est pas approuvée par le Congrès nicaraguayen. Cependant, il se présente à l'élection présidentielle en 2006 dont il termine cinquième avec un faible score. 
Il est chargé par le gouvernement de revaloriser et rendre navigable le río San Juan, frontalier avec le Costa Rica. Le dragage du fleuve sans concertation avec le gouvernement du Costa Rica provoque une crise diplomatique et Edén Pastora sera même recherché par Interpol. 
Il meurt à 83 ans le 13 juin 2020 dans un hôpital militaire de Managua d'une crise cardiaque. La cause de l'infarctus est inconnue, mais seules deux hypothèses sont gardées par ses médecins, une pneumonie aiguë ou le covid-19. Le gouvernement nicaraguayen le classe dans sa liste officielle des décédés du covid-19 et n'annonce sa mort que 3 jours plus tard.